# Orville by Gibson

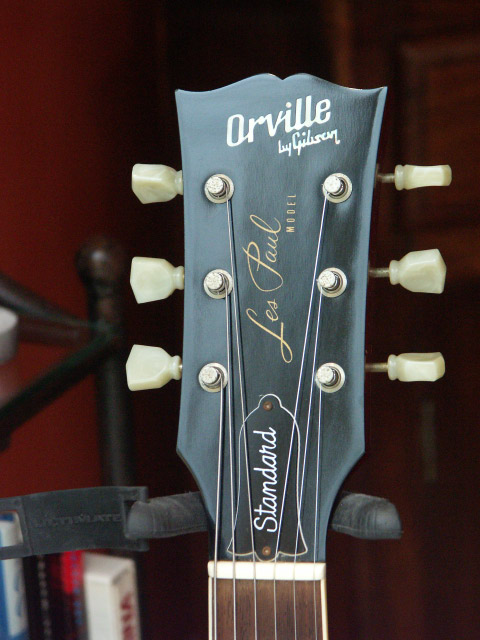
Orville by Gibson

Orville by Gibson (яп. オービルbyギブソン), также известные как Orville (яп. オービル) – бренд гитар, который выпускался компанией Gibson для японского рынка в конце 1980-х и большей части 1990-х годов.  

## История
Новость о том, что Gibson объединился с японскими дистрибьюторами в целях создания и вывода на японский рынок линейки гитар, в США прошла без особой огласки. Тони Бэйкон (Tony Bacon) и Пол Дэй (Paul Day) писали в «The Gibson Les Paul Book» (GPI Books, 1993, стр. 84): «Имя создателя американской компании было использовано «Gibson» на серии сделанных в Японии гитар, запущенной в 1988 г., которые официально копировали самый знаменитый дизайн Гибсона.
Тогда как более дешёвые гитары имели только логотип «Orville», более дорогостоящие версии образовали бренд «Orville by Gibson». Последние в необходимых случаях имели надпись «Les Paul», и список моделей включал в себя Custom, Standard и Junior. Инструменты «Orville by Gibson» снабжались звукоснимателями «Gibson», сделанными в США. К моменту написания этой статьи эти высококачественные, точные реплики продаются только на японском рынке, поскольку «Gibson» не предусмотрел ниши для них ни на каком другом рынке».
Как сообщалось, Gibson Japan было объединением между «Gibson» и японскими дистрибьюторами Канда Шокай (Kanda Shokai) и Ямано (Yamano), оба были также связаны с Fender Japan. Канда Шокай должна была распространять более дешёвые модели «Orville» по розничным сетям, таким как Ишибаши (Ishibashi), тогда как Ямано должна была продавать более дорогие модели «Orville by Gibson» через собственные розничные магазины. О том, кто из японских производителей был привлечён к производству гитар «Orville» и «Orville by Gibson», к сожалению, приходится только догадываться – об этом чуть ниже.
Гитары «Orville by Gibson» впервые появились в 1988 г. Затем в 1989 г. появились гитары «Orville». Последние гитары «Orville by Gibson» были произведены в начале 1995 г., тогда как производство гитар «Orville» продолжалось аж до 1998 г. С этого момента Gibson Japan переключилась на модели «Epiphone» вплоть до 2000 г.
По мере экспансии Интернета, этого «информационного шоссе» в 1990-х сведения об этих высококачественных японских инструментах распространились за пределы Японии. Их репутация, интерес к ним и их цены стали неуклонно повышаться, подтверждая таким образом, что для них есть рыночная ниша и за пределами Японии, однако в ущерб инструментам «Gibson», сделанным в США

## Модели

### Orville by Gibson
«Gibson Japan» подписала контракт на гитары марки «Orville by Gibson» в апреле 1988 г. (предположительно только на 3 модели – «Les Paul Custom», «ES-335» и «SG») и использовала марку Orville by Gibson до начала 1995 года. На гитары Orville by Gibson устанавливались звукосниматели «Gibson», сделанные в США. На топовых моделях устанавливались звукосниматели Classic '57, на остальных – стандартные звукосниматели 490. (На некоторых моделях устанавливались разработанные Биллом Лоуренсом датчики The Original – прим. пер.) На обычных моделях Orville by Gibson Les Paul не было окантовки краев ладов, а на Orville by Gibson Les Paul Custom накладка грифа делалась из палисандра.
Марка «Orville» (без слов «by Gibson» на пере грифа) предположительно основана в 1989 г. и продолжалась до июня 1998 г. На гитарах «Orville» устанавливались сделанные в Азии оригинальные звукосниматели Orville, и эти гитары стоили дешевле, чем Orville by Gibson. Некоторые гитары «Orville» выпускались с топом «фото-флейм» (photo-flame, имитация ценных пород дерева – прим. пер.).

### Серия Reissue
Серия Orville by Gibson «Les Paul Reissue» являлась топовой среди сделанных в Японии гитар «Gibson». На всех штатно устанавливались сделанные в США звукосниматели «Gibson», они имели покрытие из нитролака, «пустые» крышки анкера, окантовку краев ладов, серийную нумерацию как на винтажной линейке и производились только с конца 1992 года по начало 1995 года. У них также самые толстые грифы среди всех Orville by Gibson

### Другие модели
Существуют модели Orville by Gibson LPS, которые производились в ограниченном количестве, такие как '54 LP (со стоптейлом и звукоснимателями P90), а также выпуски Limited Edition (обычно по 50 гитар), такие как LP TV Yellow Junior. Гитары Limited Edition обычно идут со своим кофром, но все остальные Orville by Gibson продавались с мягким чехлом, поэтому оригинальные кофры Orville by Gibson очень редки.
Во времена производства гитар Orville by Gibson многие классические модели гитар и басов Gibson были изготовлены в Японии, даже EDS-1275 с двумя грифами, но пока не найдено ни одного экземпляра серии RD.

### Список моделей
Электрогитары:
- Les Paul Standard
- Les Paul Custom
- Les Paul '57 Reissue
- Les Paul '59 Reissue
- Les Paul Studio Joe Perry Joe Perry (musician)
- Les Paul John Sykes John Sykes
- EDS1275 (Doubleneck)
- SG Custom
- SG '62
- SG '61 Reissue
- Les Paul Junior single cutaway
- Les Paul Junior double cutaway
- Melody Maker
- Firebird
- Explorer
- Flying V '58 and '74
- ES-175
- ES-325 Dot
- ES-335 Dot
- Byrdland

Бас-гитары:
- EB-3
- Thunderbird

Акустические гитары:
- J-200
- Dove
- J-45
- J-160E
- Hummingbird
- Chet Atkins
- L-1 Historic Series Robert Johnson (musician)
- L-00

## Конструкция
На большинство гитар Orville by Gibson верх из узорного клёна – ламинат, но есть гитары и с верхом из массива, они очень редки. Большинство гитар Orville by Gibson с верхом из узорного клёна недооценены, и любая гитара с «огненным» или «волнистым» топом уже необычна. Для Orville by Gibson использовались лучшие сорта дерева, доступные мастерам.
На большинстве гитар «Orville by Gibson» и «Orville» использовалось присоединение грифа к корпусу длинным шипом (long tenon), присущее «Святому Граалю», 1959 Gibson Les Paul (который, собственно, все эти гитары и старались скопировать). Такая конструкция встречается только на современных сериях Gibson Historic и считается наилучшим способом достижения сустейна и хорошего звука вообще.

## Серийные номера
Gibson Japan в процессе производства с 1988 года по 1998 года использовал несколько вариантов нумерации. Все электрогитары Orville by Gibson имели штампованные серийные номера. Ранние гитары Orville снабжались серийниками на бумажных наклейках, а более поздние – штампованными номерами. Различные системы нумерации приводятся ниже с примерами. Иногда встречаются экземпляры, которые не вписываются в общую схему.
Orville by Gibson – первый вариант штампованных номеров.
Семизначный номер в виде GYYNNNN, т.е., буквы “G”, за которой идут две цифры, обозначающие год выпуска, затем четыре цифры, обозначающие порядковый номер изделия. Например: 1988: G884248, G887012, G887138, G887399, G887500, G889046, G889057
1989: G892858, G893020, G893090, G894479, G894879, G895249, G895313, G895319, G895343, G895395, G897017, G897162, G897484, G897841, G897923, G897981, G899441, J899511, G899544
Orville by Gibson – второй вариант s штампованных номеров
Семизначный номер в виде GYMMNNN, т.е., буквы “G”, за которой идёт одна цифра, обозначающая год выпуска, затем две цифры, обозначающие месяц выпуска, затем три цифры, обозначающие порядковый номер изделия. Например: 1989: G903415, G904271, 907019, G908478, G909947, G909990
1990: G006681, G007101, G007300, G007456, G007767, G008119, G008214, G008296, G009685, G010488, G010820, G011213, G011253, G012248, G012446, G012503, G012515, G012942
1991: G102288, G101030, G104574, G104576, G104578, G104662, G106386, G107029, G107030, G107385, G107588, G107562, G107604, G108714, G108722, G108723, G109600, G110104, G110394, G110802, G111305, G111433, G112075, G112094, G112540, G112773
1992: G202450, G203353, G203435, G204747, G206136, G206367, G207003, G208032, 209044, G212245
1993: G301241, G301245, G302012, 302099, G306227, G306270, G307211
1994: 407530, 410311
1995: 501051
Orville by Gibson со штампованными серийными номерами как на сериях Reissue.
Серийный номер от пяти до семизначного, как на классических Gibson 50-х годов, т.е., цифра, обозначающая год производства, отделена от четырёхзначного порядкового номера. Однако, на Orville by Gibson иногда ставилась буква «G» и/или тире. Например: 1992: G2-6010
1993: 3 1246, 3 2320, 3 2451, 3 2467, G3-5079
1994: 4 1228, 4 1267, 4 3036, 4 4035, 4 7110, G4-6154, G4-6554
1995: 5 2064, 5-4015
Orville с серийными номерами на наклейках. Семизначный номер в виде K0YNNNN, т.е. буквы «K», за которой следует нуль, затем одна цифра, обозначающая год производства, затем четыре цифры, обозначающие порядковый номер изделия. Например: 1989: K095511, K095754, K097945, K098376, K098643
1990: K009050
1991: K015293, K015571, K016499, K017290, K019587
1992: K028039, K028168, K029208
1993: K038978
Orville со штампованными серийными номерами.
Шестизначный или семизначный номер в виде (J)YMMNNN, т.е., иногда начинающийся с буквы «J» (иногда нет), затем одна цифра, обозначающая год выпуска, затем две цифры, обозначающие месяц выпуска, затем три цифры, обозначающие порядковый номер изделия. Например: 1989: 905184, 906425, 907031
1990: G004154
1993: 302168, 305412, 305647
1994: 401110, 402104, 402168, 405256, 406058, 406317, 406530, 407446, 407479, 411037, 412246
1995: 502130, 502372, 503046, 504071, 504126, 506052, 506628, 507091, 507329, 510016, 510138, 511004, 511148, 511394, J512071, J512073, J512085
1996: J601136, 601273, 601314, 603230, J604010, 604073, 604135, 604275, 605299, 605397, 606562, J607006, J607081, 607193, 607282, 608192, 608305, 609325, J610035, 610251, 610545, 611306, 611334, 612064, 612176, 612266, 612290
1997: J701014, J701032, 701216, 702003, 703046, 703096, 703394, 704075, 704076, 705106, 705248, 705279, J706034, 706211, J708016, 708058, 708255, 709038, 709290, J710085, 710109, 710179, 710455, 710547, J711038, 712017, J712057
1998: J802010, 802028, 802170, 802364, 803202, 803290, 804021, 805011, 805167, 805189, 806045, J806048, 806057, 806399
Акустические модели.
Восьмизначные серийный номер (на наклейке внутри гитары), начинающийся с букв «AG»: AG205031.

## Производители
К сожалению, нет никаких чётких свидетельств о том, кто из японских производителей имел отношение к гитарам «Orville» и «Orville by Gibson». Вероятно, каждая категория серийных номеров, перечисленных выше, имела отношение к разным производителям, а то и к нескольким по мере того, как контракт переходил из рук в руки. Кроме того, буква в серийном номере или соответственно её отсутствие тоже, наверное, что-то означает. 
Fujigen Gakki наиболее вероятный кандидат на производство всех гитар «Orville» и «Orville by Gibson», начиная с 1992 г. (по словам Джима Донахью (Jim Donahue), руководителя отдела разработок Ibanez в то время). Что касается гитар «Orville» со штампованными серийными номерами, то как считается, они делались на Fujigen Gakki до конца их производства в июне 1998 года. Как говорят, Fujigen Gakki временно прекращала производство гитар со вклеенными грифами с конца 80-х до начала 90-х, что, если это соответствует действительности, исключает их из списка производителей на этот период. Догадки относительно того, кто делал гитары «Orville» и «Orville by Gibson» в конце 80-х до начала 90-х распростираются на фабрики от Terada, Kasuga, Dyna, и IIDA до Tokai. Из них, Terada наиболее вероятный участник, хотя бы в том, что касается полуакустик.
На протяжении многих лет сведения о том, что некоторые из гитар Orville by Gibson, были сделаны в Корее и варьировались от небольшой доли для покрытия неожиданно возросшего спроса в 1996 г. до утверждения, что все гитары «Orville» с наклейкой «К» сделаны в Корее в 1996 года.